# Nové Sedlice
Nové Sedlice (en allemand : Neu Sedlitz) est une commune du district d'Opava, dans la région de Moravie-Silésie, en République tchèque. Sa population s'élevait à 490 habitants en 2021.

## Géographie
Nové Sedlice se trouve à 4 km au sud de Kravaře, à 9 km à l'est-sud-est d'Opava, à 21 km à l'ouest-nord-ouest d'Ostrava et à 256 km à l’est de Prague.
La commune est limitée par Štítina au nord, par Mokré Lazce à l'est et au sud, et par Opava à l'ouest.

## Histoire
La première mention écrite de la localité date de 1377.

## Transports
Par la route, Nové Sedlice se trouve à 4 km de Kravaře, à 8 km d'Opava, à 28 km d'Ostrava et à 336 km de Prague.